# Artibeus watsoni
Artibeus watsoni је врста слепог миша из породице Phyllostomidae.

## Распрострањење
Ареал врсте покрива средњи број држава. Врста је присутна у следећим државама: Мексико, Колумбија, Салвадор, Панама, Никарагва, Костарика, Гватемала, Хондурас и Белизе.

## Станиште
Станиште врсте су шуме.

## Угроженост
Ова врста је наведена као последња брига, јер има широко распрострањење и честа је врста.